# 南海斑鲆
南海斑鲆（学名：Pseudorhombus neglectus）为牙鲆科斑鲆属的鱼类，俗名普通扁鱼。分布于西达印度支那、马六甲海峡、南达印度尼西亚、东达菲律宾以及台湾西侧、广东及海南岛等浅海等，属于热带近海底层鱼，棲息深度30-40公尺，體長可達25公分，棲息在沙泥底質底層水域，可作為食用魚。该物种的模式产地在南中国海。